# Cmentarz polskokatolicki w Turowcu
Cmentarz polskokatolicki w Turowcu – czynny cmentarz wyznaniowy dla wiernych Kościoła Polskokatolickiego położony we wsi Turowiec w województwie lubelskim. Cmentarz administrowany jest przez parafię św. Wawrzyńca w Turowcu.
Parafia św. Wawrzyńca w Turowcu została zorganizowana w latach 1927–1928 i jest jedną z najstarszych parafii Kościoła Narodowego w Polsce. Niedługo po założeniu parafii zorganizowano cmentarz wyznaniowy, oprócz tego we wsi znajduje się cmentarz prawosławny i rzymskokatolicki. Na cmentarzu polskokatolickim pochowany jest jeden z pierwszych proboszczów parafii ks. Henryk Grochowski. 